# Envision Racing
Envision Racing Formula E Team (anteriormente Virgin Racing Formula E Team) es una escudería de automovilismo perteneciente a Virgin Group creada para competir en el campeonato de Fórmula E organizado por la Federación Internacional del Automóvil (FIA). En 2013 se anunció oficialmente la participación del equipo en la temporada inaugural de 2014-15. Cuenta en su palmarés con un Mundial de Constructores logrado en 2022-23.
En mayo de 2014 se hizo oficial que sus pilotos titulares para la temporada inaugural son Jaime Alguersuari y Sam Bird. Bird triunfó en las fechas de Putrajaya y Londres 2, además de obtener un tercer puesto en Pekín y un cuarto en Mónaco, para finalizar quinto en la tabla final. No le fue mucho mejor a Alguersuari, ya que puntuó en cuatro carreras, resultando 13.º en el campeonato. En tanto, Virgin finalizó quinto en el campeonato de constructores.
Para la temporada 2015-16, Virgin formó una alianza tecnológica con DS Automobiles, marca formada en el año 2014 por el Groupe PSA a partir de una escisión de Citroën, siendo al mismo tiempo modificado el nombre del equipo, pasando a ser conocido como DS Virgin Racing Formula E Team. Esta alianza duró hasta 2018, y tuvo la participación de DS como desarrolladora y proveedora del tren de potencia con el que Virgin equipará sus unidades.

## Resultados

### Fórmula E
(Clave) (negrita indica pole position) (cursiva indica vuelta rápida)

| Temp.       | Chasis                      | Neu. | N.º | Pilotos           | 1    | 2   | 3    | 4   | 5   | 6     | 7     | 8      | 9      | 10      | 11      | 12  | 13  | 14  | 15  | 16  | Puntos | Pos. |
| ----------- | --------------------------- | ---- | --- | ----------------- | ---- | --- | ---- | --- | --- | ----- | ----- | ------ | ------ | ------- | ------- | --- | --- | --- | --- | --- | ------ | ---- |
| 2014-15     | Spark-Renault SRT 01E       | M    |     |                   | BEI  | PUT | PDE  | BUE | MIA | LBH   | MCA   | BER    | MSC    | LON     | LON     |     |     |     |     |     | 133    | 5.º  |
| 2014-15     | Spark-Renault SRT 01E       | M    | 2   | Sam Bird          | 3    | 1   | Ret  | 7   | 8   | Ret*  | 4     | 8      | Ret    | 6       | 1       |     |     |     |     |     | 133    | 5.º  |
| 2014-15     | Spark-Renault SRT 01E       | M    | 3   | Jaime Alguersuari | 11   | 9   | 5    | 4   | 11  | 8     | Ret   | 12     | 13     |         |         |     |     |     |     |     | 133    | 5.º  |
| 2014-15     | Spark-Renault SRT 01E       | M    | 3   | Fabio Leimer      |      |     |      |     |     |       |       |        |        | 14      | Ret     |     |     |     |     |     | 133    | 5.º  |
| 2015-16     | Spark-Citroën Virgin DSV-01 | M    |     |                   | BEI  | PUT | PDE  | BUE | MEX | LBH   | PAR   | BER    | LON    | LON     |         |     |     |     |     |     | 144    | 3.º  |
| 2015-16     | Spark-Citroën Virgin DSV-01 | M    | 2   | Sam Bird          | 7*   | 2   | Ret* | 1*  | 6   | 6     | 6     | 11     | 7      | Ret     |         |     |     |     |     |     | 144    | 3.º  |
| 2015-16     | Spark-Citroën Virgin DSV-01 | M    | 25  | Jean-Éric Vergne  | 12   | Ret | 7*   | 11* | 16* | 13    | 2*    | 5      | 3      | 7       |         |     |     |     |     |     | 144    | 3.º  |
| 2016-17     | Spark-Citroën Virgin DSV-02 | M    |     |                   | HNK  | MAR | BUE  | MEX | MON | PAR   | BER   | BER    | NYC    | NYC     | MTL     | MTL |     |     |     |     | 190    | 4.º  |
| 2016-17     | Spark-Citroën Virgin DSV-02 | M    | 2   | Sam Bird          | 13   | 2   | Ret  | 3   | Ret | 16    | 7     | 7      | 1      | 1       | 5       | 4   |     |     |     |     | 190    | 4.º  |
| 2016-17     | Spark-Citroën Virgin DSV-02 | M    | 37  | José María López  | Ret* | 10  | 10   | 6   | Ret | 2     | 4     | 5      |        |         | Ret     | 3   |     |     |     |     | 190    | 4.º  |
| 2016-17     | Spark-Citroën Virgin DSV-02 | M    | 37  | Alex Lynn         |      |     |      |     |     |       |       |        | Ret    | Ret     |         |     |     |     |     |     | 190    | 4.º  |
| 2017-18     | Spark-Citroën Virgin DSV-03 | M    |     |                   | HKG  | HKG | MAR  | SAN | MEX | PDE   | ROM   | PAR    | BER    | ZUR     | NYC     | NYC |     |     |     |     | 160    | 3.º  |
| 2017-18     | Spark-Citroën Virgin DSV-03 | M    | 2   | Sam Bird          | 1    | 5   | 3    | 5   | Ret | 3     | 1     | 3      | 7      | 2       | 9       | 10  |     |     |     |     | 160    | 3.º  |
| 2017-18     | Spark-Citroën Virgin DSV-03 | M    | 36  | Alex Lynn         | 8    | 9   | 10   | Ret | 10  | 6     | Ret   | 14     | 16     | 16      | Ret     | 14  |     |     |     |     | 160    | 3.º  |
| 2018-19     | Spark-Audi e-Tron FE05      | M    |     |                   | ADR  | MAR | SAN  | MEX | HKG | SNY   | ROM   | PAR    | MON    | BER     | BRN     | NYC | NYC |     |     |     | 191    | 3.º  |
| 2018-19     | Spark-Audi e-Tron FE05      | M    | 2   | Sam Bird          | 11   | 3   | 1    | 9   | 6   | Ret   | 11    | 11     | 16†    | 9       | 4       | 8   | 4   |     |     |     | 191    | 3.º  |
| 2018-19     | Spark-Audi e-Tron FE05      | M    | 4   | Robin Frijns      | 12   | 2   | 5    | 11  | 3   | 11    | 4     | 1      | 17†    | 13      | Ret     | Ret | 1   |     |     |     | 191    | 3.º  |
| 2019-20     | Spark-Audi e-Tron FE06      | M    |     |                   | DIR  | DIR | SAN  | MEX | MAR | BER I | BER I | BER II | BER II | BER III | BER III |     |     |     |     |     | 121    | 4.º  |
| 2019-20     | Spark-Audi e-Tron FE06      | M    | 2   | Sam Bird          | 1    | Ret | 10   | Ret | 10  | 3     | 6     | 13     | 11     | 20      | 5       |     |     |     |     |     | 121    | 4.º  |
| 2019-20     | Spark-Audi e-Tron FE06      | M    | 4   | Robin Frijns      | 5    | Ret | 15   | DSQ | 12  | Ret   | 4     | 2      | DNS    | 2       | Ret     |     |     |     |     |     | 121    | 4.º  |
| 2020-21     | Spark-Audi e-Tron FE07      | M    |     |                   | DIR  | DIR | ROM  | ROM | VAL | VAL   | MON   | PUE    | PUE    | NYC     | NYC     | LON | LON | BER | BER |     | 165    | 5.º  |
| 2020-21     | Spark-Audi e-Tron FE07      | M    | 4   | Robin Frijns      | 17   | 2   | 4    | 18  | 6   | 19    | 2     | 16     | 11     | 5       | 8       | 13  | 4   | 15  | 12  |     | 165    | 5.º  |
| 2020-21     | Spark-Audi e-Tron FE07      | M    | 37  | Nick Cassidy      | 19   | 14  | 15   | Ret | 4   | 13    | 8     | Ret    | 2      | 4       | 2       | 11  | 7   | 14  | 17  |     | 165    | 5.º  |
| 2021-22     | Spark-Audi e-Tron FE07      | M    |     |                   | DIR  | DIR | MEX  | ROM | ROM | MON   | BER   | BER    | YAK    | MAR     | NYC     | NYC | LON | LON | SEÚ | SEÚ | 194    | 5.º  |
| 2021-22     | Spark-Audi e-Tron FE07      | M    | 4   | Robin Frijns      | 16   | 2   | 7    | 2   | 3   | 4     | 12    | 5      | 17     | 18      | 3       | 6   | 16  | 7   | 8   | 4   | 194    | 5.º  |
| 2021-22     | Spark-Audi e-Tron FE07      | M    | 37  | Nick Cassidy      | 7    | 16  | 13   | 9   | Ret | 7     | Ret   | 21     | 16     | 13      | 1       | 15  | 3   | Ret | 10  | 8   | 194    | 5.º  |
| 2022-23     | Fórmula E-Jaguar I-Type 6   | H    |     |                   | MEX  | DIR | DIR  | HYD | CAB | SÃO   | BER   | BER    | MON    | YAK     | YAK     | PRT | ROM | ROM | LON | LON | 304    | 1.º  |
| 2022-23     | Fórmula E-Jaguar I-Type 6   | H    | 16  | Sébastien Buemi   | 6    | 4   | 6    | 15  | 5   | 10    | 4     | 20     | 8      | 21      | 10      | 5   | Ret | 5   | 3   | 6   | 304    | 1.º  |
| 2022-23     | Fórmula E-Jaguar I-Type 6   | H    | 37  | Nick Cassidy      | 9    | 6   | 13   | 2   | 3   | 2     | 5     | 1      | 1      | 7       | 18      | 1   | 2   | 14  | Ret | 1   | 304    | 1.º  |
| Referencia: |                             |      |     |                   |      |     |      |     |     |       |       |        |        |         |         |     |     |     |     |     |        |      |